# Persone di cognome Simmons
| Questa pagina contiene informazioni ricavate automaticamente dalle voci biografiche con l'ausilio del template Bio e di un bot. L'aggiornamento è periodico e automatico e ricostruisce completamente la pagina. Se manca una persona in questa lista, sei pregato di non aggiungerla, ma accertati piuttosto che la sua voce biografica contenga il template Bio e che i dati anagrafici siano correttamente compilati. Se il template Bio manca, inseriscilo tu stesso o, in alternativa, metti l'avviso {{tmp\|Bio}} che ne segnala la mancanza. Se i dati riportati sono sbagliati, correggi direttamente la voce biografica; le modifiche saranno visibili in questa lista entro pochi giorni. Per chiarimenti vedi il progetto antroponimi. La lista contiene solo le 64 persone che sono citate nell'enciclopedia e per le quali è stato implementato correttamente il template Bio. Pagina aggiornata al 23 giu 2025. |

Questa è una lista di persone presenti nell'enciclopedia che hanno il cognome Simmons, suddivise per attività principale.

## Attori(4)
- J. K. Simmons, attore e doppiatore statunitense (Grosse Pointe, n. 1955)
- Jaason Simmons, attore australiano (Hobart, n. 1970)
- Jason & Kristopher Simmons, attore statunitense (Los Angeles, n. 2002)
- Johnny Simmons, attore statunitense (Montgomery, n. 1986)

## Attrici(5)
- Chelan Simmons, attrice e ex modella canadese (Vancouver, n. 1982)
- Jean Simmons, attrice britannica (Londra, n. 1929 - Santa Monica, † 2010)
- Kyla-Drew, attrice statunitense (Atlanta, n. 2004)
- Lili Simmons, attrice e modella statunitense (San Diego, n. 1993)
- Shadia Simmons, attrice canadese (Toronto, n. 1986)

## Bassisti(1)
- Gene Simmons, bassista, cantante e produttore discografico israeliano (Haifa, n. 1949)

## Calciatori(1)
- Lejuan Simmons, calciatore britannico (n. 1996)

## Cestiste(1)
- Meighan Simmons, cestista statunitense (Fayetteville, n. 1992)

## Cestisti(15)
- Ben Simmons, cestista australiano (Melbourne, n. 1996)
- Connie Simmons, cestista statunitense (Newark, n. 1925 - New York, † 1989)
- Johnny Simmons, cestista e giocatore di baseball statunitense (Birmingham, n. 1924 - Farmingdale, † 2008)
- Bobby Simmons, ex cestista statunitense (Chicago, n. 1980)
- Cedric Simmons, cestista statunitense (Charlotte, n. 1986)
- Gerel Simmons, cestista statunitense (Accokeek, n. 1993)
- Grant Simmons, ex cestista statunitense (New Orleans, n. 1943)
- Jahmiah Simmons, ex cestista americo-verginiano (Saint Thomas, n. 1998)
- Jeremy Simmons, cestista statunitense (Zachary, n. 1989)
- Jonathon Simmons, cestista statunitense (Houston, n. 1989)
- Keith Simmons, ex cestista statunitense (Kingston, n. 1985)
- Lionel Simmons, ex cestista statunitense (Filadelfia, n. 1968)
- Marcus Simmons, ex cestista statunitense (Alexandria, n. 1988)
- Willie Simmons, ex cestista statunitense (New Orleans, n. 1962)
- Zachary Simmons, cestista statunitense (Abilene, n. 1999)

## Chitarristi(1)
- Patrick Simmons, chitarrista e polistrumentista statunitense (Aberdeen, n. 1948)

## Ciclisti su strada(2)
- Colby Simmons, ciclista su strada statunitense (Durango, n. 2003)
- Quinn Simmons, ciclista su strada statunitense (Durango, n. 2001)

## Direttori d'orchestra(1)
- Calvin E. Simmons, direttore d'orchestra statunitense (San Francisco, n. 1950 - Lake George, † 1982)

## Disc jockey(1)
- DJ Drama, disc jockey e produttore discografico statunitense (Filadelfia, n. 1978)

## Ginnasti(1)
- Charles Simmons, ginnasta britannico (Islington, n. 1885 - Cricklewood, † 1945)

## Giocatori di baseball(2)
- Al Simmons, giocatore di baseball statunitense (Milwaukee, n. 1902 - Milwaukee, † 1956)
- Andrelton Simmons, giocatore di baseball olandese (Willemstad, n. 1989)

## Giocatori di football americano(10)
- Anthony Simmons, ex giocatore di football americano statunitense (Spartanburg, n. 1976)
- Brian Simmons, ex giocatore di football americano statunitense (New Bern, n. 1975)
- Kendall Simmons, ex giocatore di football americano statunitense (Ripley, n. 1979)
- Isaiah Simmons, giocatore di football americano statunitense (Omaha, n. 1998)
- Jack Simmons, giocatore di football americano statunitense (Grosse Pointe, n. 1924 - Royal Oak, † 1978)
- Jordan Simmons, giocatore di football americano statunitense (Inglewood, n. 1994)
- Josh Simmons, giocatore di football americano statunitense (San Diego, n. 2002)
- Justin Simmons, giocatore di football americano statunitense (Manassas, n. 1993)
- Lachavious Simmons, giocatore di football americano statunitense (Selma, n. 1996)
- Wayne Simmons, giocatore di football americano statunitense (Hilton Head, n. 1969 - Kansas City, † 2002)

## Multiplisti(2)
- Floyd Simmons, multiplista e attore statunitense (Charlotte, n. 1923 - † 2008)
- Solomon Simmons, multiplista statunitense (n. 1993)

## Pallanuotiste(1)
- Coralie Simmons, ex pallanuotista e allenatrice di pallanuoto statunitense (Hemet, n. 1977)

## Personaggi televisivi(1)
- Richard Simmons, personaggio televisivo e scrittore statunitense (New Orleans, n. 1948 - Los Angeles, † 2024)

## Pittori(2)
- Edward Simmons, pittore statunitense (Concord, n. 1852 - Baltimora, † 1931)
- John, II Simmons, pittore, illustratore e incisore inglese (Bristol, n. 1823 - Bristol, † 1876)

## Predicatori(1)
- William Joseph Simmons, predicatore statunitense (Harpersville, n. 1880 - Atlanta, † 1945)

## Produttori cinematografici(1)
- Matty Simmons, produttore cinematografico e editore statunitense (Brooklyn, n. 1926 - Los Angeles, † 2020)

## Produttori discografici(2)
- TM88, produttore discografico e disc jockey statunitense (Miami, n. 1987)
- Russell Simmons, produttore discografico e imprenditore statunitense (New York, n. 1957)

## Rapper(3)
- DMX, rapper e attore statunitense (Mount Vernon, n. 1970 - White Plains, † 2021)
- Joseph Simmons, rapper statunitense (New York, n. 1964)
- YBN Nahmir, rapper, cantautore e attore statunitense (Birmingham, n. 1999)

## Rugbisti a 15(1)
- Rob Simmons, rugbista a 15 australiano (Theodore, n. 1989)

## Schermidori(1)
- Tyrone Simmons, ex schermidore statunitense (Filadelfia, n. 1949)

## Scrittori(2)
- Charles Simmons, scrittore statunitense (New York, n. 1924 - New York, † 2017)
- Dan Simmons, scrittore e autore di fantascienza statunitense (Peoria, n. 1948)

## Wrestler(2)
- Madison Rayne, wrestler statunitense (Columbus, n. 1986)
- Ron Simmons, ex wrestler e ex giocatore di football americano statunitense (Warner Robins, n. 1958)